# Mbini
Mbini város a Rio Muni folyó mentén, Egyenlítői-Guinea Benito folyói részében. Mbini a Ndowe nyelvéből eredeztethető, a Rio Muni jelentéseként. Batától 44 km-re fekszik.
1994-ben a lakossága megközelítőleg 14 000 fő volt, ami Bolondo felett található, amit komppal lehet megközelíteni. A város ismert a tengeri ételeiről és a közeli partjairól.